# Influence
Influence è il secondo album in studio dei Little Caesar, uscito nel 1992 per l'etichetta discografica Geffen Records.

## Tracce[1]
1. Stand Up 4:12
2. You're Mine 3:18
3. Turn My World Around 3:50
4. Rum and Coke 3:33
5. Ballad of Johnny 5:40
6. Ain't Got It 4:59
7. Slow Ride 5:36
8. Pray for Me 3:52
9. Ridin' On 4:34
10. Piece of the Action 4:27

*Tutte le tracce sono state composte dai Little Caesar.

## Formazione[2]
- Ron Young - voce
- Louren Molinare - chitarra, cori
- Earl Slick - chitarra, cori
- Fidel Paniagua - basso, cori
- Tom Morris - batteria

### Altri musicisti
- Duck - organo B3
- Gary Corbett - piano nel brano 4